# REDnote
REDnote este o platformă de social media și de comerț electronic. A fost descris ca „răspunsul Chinei la Instagram” și, ca atare, este uneori denumit „Instagramul chinezesc”.
În 2020, REDnote avea peste 450 de milioane de utilizatori înregistrați și numărul de utilizatori activi lunar a fost de peste 121 de milioane. Se pare că 70% dintre utilizatorii platformei sunt născuți după 1990, și aproape 70% dintre ei sunt femei. Aplicația permite utilizatorilor și influencerilor să posteze, să descopere și să partajeze recenzii despre produse, cel mai frecvent legate de frumusețe și sănătate. Bloggerii de călătorii sunt, de asemenea, cunoscuți că postează în mod regulat conținut cu privire la destinații turistice și de agrement pe platformă. REDnote operează și RED Mall, care vinde produse internaționale utilizatorilor chinezi.
În comunitatea REDnote, utilizatorii își pot împărtăși viața prin vlog-uri, experiențe de cumpărături și conținut creativ prin fotografii, text, videoclipuri, streaming live etc.
Utilizatorii pot fi bloggeri pe REDnote. Conținutul lor poate acoperi frumusețe, modă, mâncare, călătorii, divertisment, fitness, educație și multe altele. Caracteristicile sociale ale REDnote este de a descoperi noi mărci, produse și idei. Platforma include, de asemenea, o interfață de cumpărături în aplicație pentru ca utilizatorii să răsfoiască, să caute și să cumpere produse.
Sediul lui REDnote este în districtul Huangpu, Shanghai.
Numărul utilizatorilor activi zilnici (DAU) ai aplicației REDnote a crescut de la 20 de milioane la 40 de milioane în 2021. De asemenea, utilizatorii activi lunari (MAU) s-au dublat pentru a depăși 150 de milioane în aceeași perioadă de timp.

## Istorie
REDnote a fost înființată de Miranda Qu și Charlwin Mao în 2013, ca ghid turistic online pentru cumpărătorii chinezi, oferind o platformă pentru ca utilizatorii să revizuiască produsele și să împărtășească experiențele lor de cumpărături cu comunitatea. În octombrie 2014, fondatorii au început să se concentreze pe conectarea consumatorilor chinezi cu retailerii globali și și-au creat propria platformă transfrontalieră de comerț electronic, unde consumatorii chinezi puteau cumpăra produse din străinătate și puteau comanda direct.
În 2015, REDnote și-a înființat depozitele în Shenzhen, Guangdong și Zhengzhou, Henan.
Până în mai 2017, REDnote avea peste 50 de milioane de utilizatori, cu vânzări de aproape 10 miliarde CN¥, făcând-o una dintre cele mai mari platforme comunitare de comerț electronic din lume. Sistemul logistic internațional REDDelivery al lui REDnote a intrat în funcțiune în cursul lunii. La 6 iunie a aceluiași an, REDnote a organizat un festival de cumpărături pentru a sărbători cea de-a patra aniversare, în care veniturile din vânzări au depășit CN¥ 100 de milioane în 2 ore, în timp ce aplicația s-a clasat pe primul loc în iOS App Store în categoria „Cumpărături” în acea zi.
În iunie 2018, REDnote a finalizat o finanțare de 300 de milioane USD condusă de Alibaba și Tencent, cu o evaluare de 3 miliarde USD.
În 2018, REDnote a devenit o platformă internaționalizată care a atras mulți utilizatori din străinătate. Cu toate acestea, la sfârșitul acelui an, REDnote a întâmpinat probleme de reglementare și rafturile magazinelor sale au fost suspendate.
Datorită concentrării timpurii a platformei pe tendințele de modă și frumusețe, baza de utilizatori a lui REDnote a fost predominant feminină în primii ani. 90% dintre utilizatorii REDnote erau femei, conform unui raport publicat în aprilie 2021. Aplicația a atras utilizatori de sex feminin bogați din generația Z din China urbană, ca alternativă la Instagram, care este blocat în țară. REDnote și-a ajustat ulterior strategia corporativă pentru a atrage mai mulți utilizatori bărbați pentru a-și menține creșterea. În 2021, a anunțat că platforma va promova conținutul utilizatorilor de sex masculin. REDnote a început, de asemenea, să crească publicitatea în spațiile online centrate pe bărbați, cum ar fi forumul sportiv Hupu, cu sloganuri publicitare, „Frumoase doamne sunt toate aici pe REDnote, libere să vadă, fără a cheltui bani!”,[25] în timp ce un alt anunț REDnote a fost afișat. pe site-ul de forum Baidu Tieba a citit: „Modele sexy, frumoase și frumusețile elegante vă așteaptă.”
În octombrie 2021. REDnote a decis să transfere IPO din Statele Unite la Hong Kong. Potrivit unui raport Bloomberg din iulie, aceasta a inclus solicitarea tuturor companiilor care dețin mai mult de 1 milion de date despre utilizatori să trimită o evaluare a securității cibernetice, care a fost unul dintre motivele suspendării listării REDnote în Statele Unite.
În decembrie 2022, guvernul din Taiwan a interzis angajaților din sectorul public să folosească REDnote pe dispozitive oficiale din cauza preocupărilor de securitate națională.
În 2023, Sequoia China a cumpărat acțiunile REDnote în mai multe tranzacții la o evaluare de 14 miliarde de dolari.

## Controverse
În octombrie 2021, REDnote a primit critici pentru că a acceptat fotografiile puternic filtrate, stilizate și imagini perfect capturate, care deveneau din ce în ce mai frecvente pe fluxurile platformei. La 17 octombrie 2021, platforma a emis o declarație pe WeChat pentru a recunoaște că a existat o problemă cu influencerii călători care postau fotografii „excesiv de înfrumusețate” ale locurilor pitorești. Potrivit declarației, REDnote și-a cerut scuze pentru că „bloggerii nu și-au etichetat în mod clar lucrările drept fotografii creative, oamenii le-au interpretat ca parte a ghidurilor de călătorie. Utilizatorii care au vizitat locațiile au fost dezamăgiți de diferențele dintre așteptările lor și realitate”.
În decembrie 2021, ca răspuns la pierderea încrederii publicului în autenticitatea conținutului găzduit pe platforma sa, REDnote a format o echipă dedicată pentru a identifica și elimina conținutul fraudulos. A fost implementat și un sistem care utilizează algoritmi și verificări umane pentru a bloca conținutul falsificat. De atunci, platforma a interzis 81 de mărci și comercianți, a șters 172.600 de recenzii false și a dezactivat 53.600 de conturi, potrivit companiei.
La 19 ianuarie 2022, REDnote a făcut un anunț pentru a indica faptul că compania a intentat un proces împotriva a patru companii din spatele mai multor site-uri de brokeri de scriere ”fantomă” în încercarea de a restabili încrederea consumatorilor. Într-o declarație oficială făcută de REDnote, compania a susținut că cele patru companii au înființat piețe pentru comercianți și scriitori de concerte pentru a efectua practici frauduloase, inclusiv producerea de recenzii false și cultivarea clicurilor. REDnote a cerut despăgubiri de 1,57 milioane USD pentru o vânătaie adusă reputației sale și pentru încălcarea drepturilor consumatorilor pe platforma sa.
La 25 ianuarie 2022, au apărut rapoarte conform cărora REDnote a primit o amendă în valoare totală de 300.000 yeni de la autoritățile locale din Shanghai pentru că nu a eliminat conținutul care a fost considerat dăunător minorilor. Amenda se referă la o încălcare a legii securității cibernetice care garantează protecția minorilor, după ce un raport mediatic anterior a fost făcut de postul de stat China Central Television (CCTV) în decembrie 2021, că a găsit videoclipuri postate pe REDnote care arată fete minore în diferite stări de ”dezbrăcare” prezentate în reclame pentru mărcile de lenjerie intimă.